# وادي الكبير
وادي الكْبير (أو وادي الكَبير) هو نهر كبير يتدفق في شرق الجزائر، ويعبر، من مصدره إلى مصبه، ولايات ميلة (حيث يأخذ مصدره)، سطيف، قسنطينة وجيجل 

## مسار
من منبعه إلى محطة الوادي الكبير يسمى وادي الرمال. بعد السير في ولاية سطيف، يعبر النهر مدينة قسنطينة ويحفر الخوانق تسمى "الرمال"، يستقبل وادي سمندو ووادي النجا، ثم يمر شمال مدينة ميلة (مدينة ميلاف الرومانية القديمة على ارتفاع 484 مترًا). في هذه المنطقة تم تشييد سد بني هارون (أكبر سد في الجزائر). بعد عبور مياه البحيرة الاصطناعية التي أنشأها السد، يمر النهر في ولاية جيجل ويأخذ اسمًا آخر، وادي الكبير، وهو يسقي الحوض الذي يحمل نفس الاسم، ثم يعبر، عن طريق الخوانق الضيقة، تجاعيد سلسلة البابور ويمر عند سفح حافة الميلية. يصب في البحر الأبيض المتوسط على مستوى بلدية سيدي عبد العزيز غرب مدينة جيجل. طوله أكبر من 60 كم..

## تاريخ
كان يطلق على وادي الكبير، اسم أمباسا (باللاتينية: Ampsaga) في العصر الروماني وشكل الحدود بين موريطانيا ومقاطعة إفريقيا.

## معرض صور

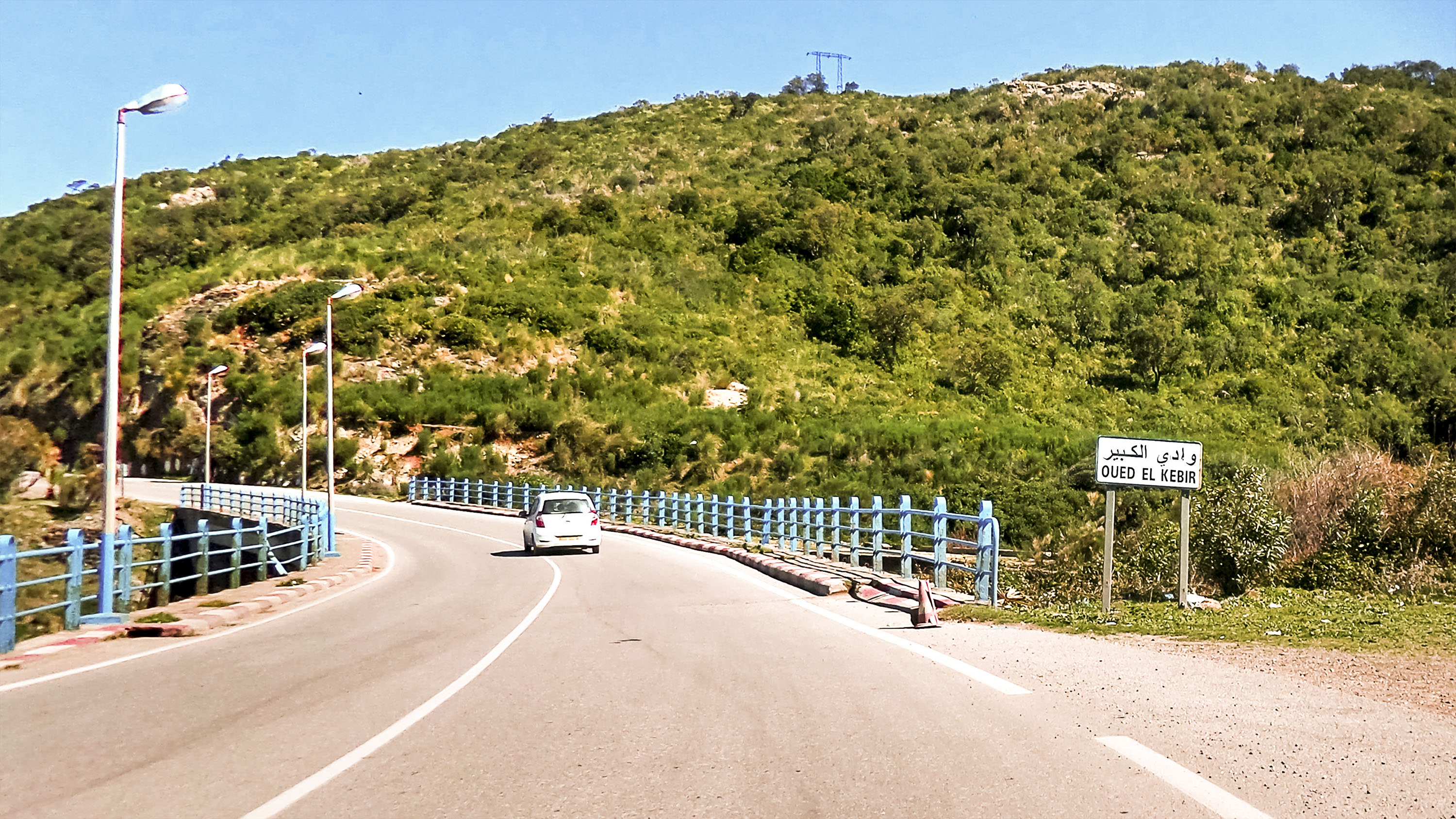
جسر على وادي الكبير بالقرب من العوانة، جيجل، الجزائر
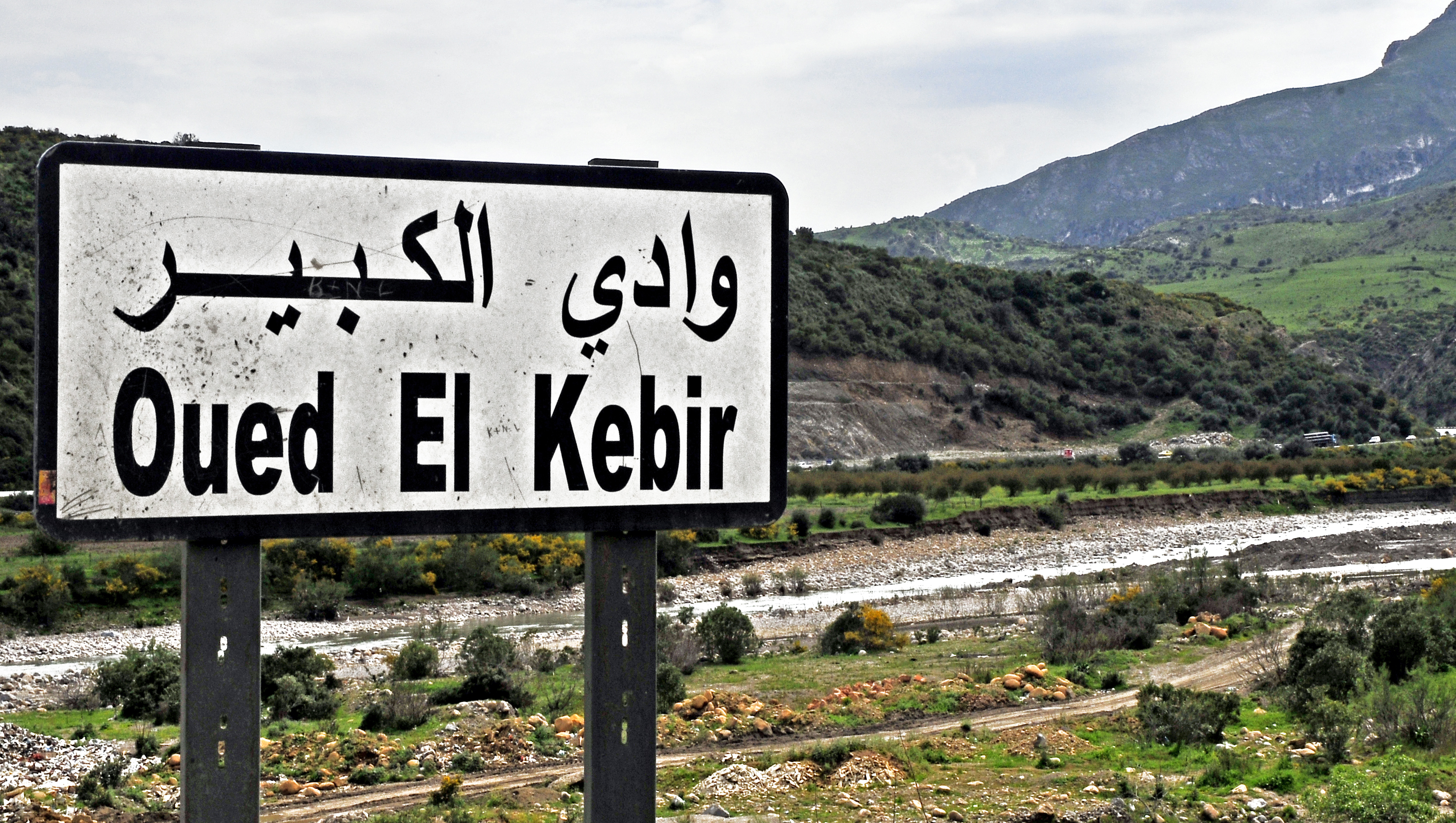
جزء من وادي الكبير بالقرب من الميلية، جيجل، الجزائر
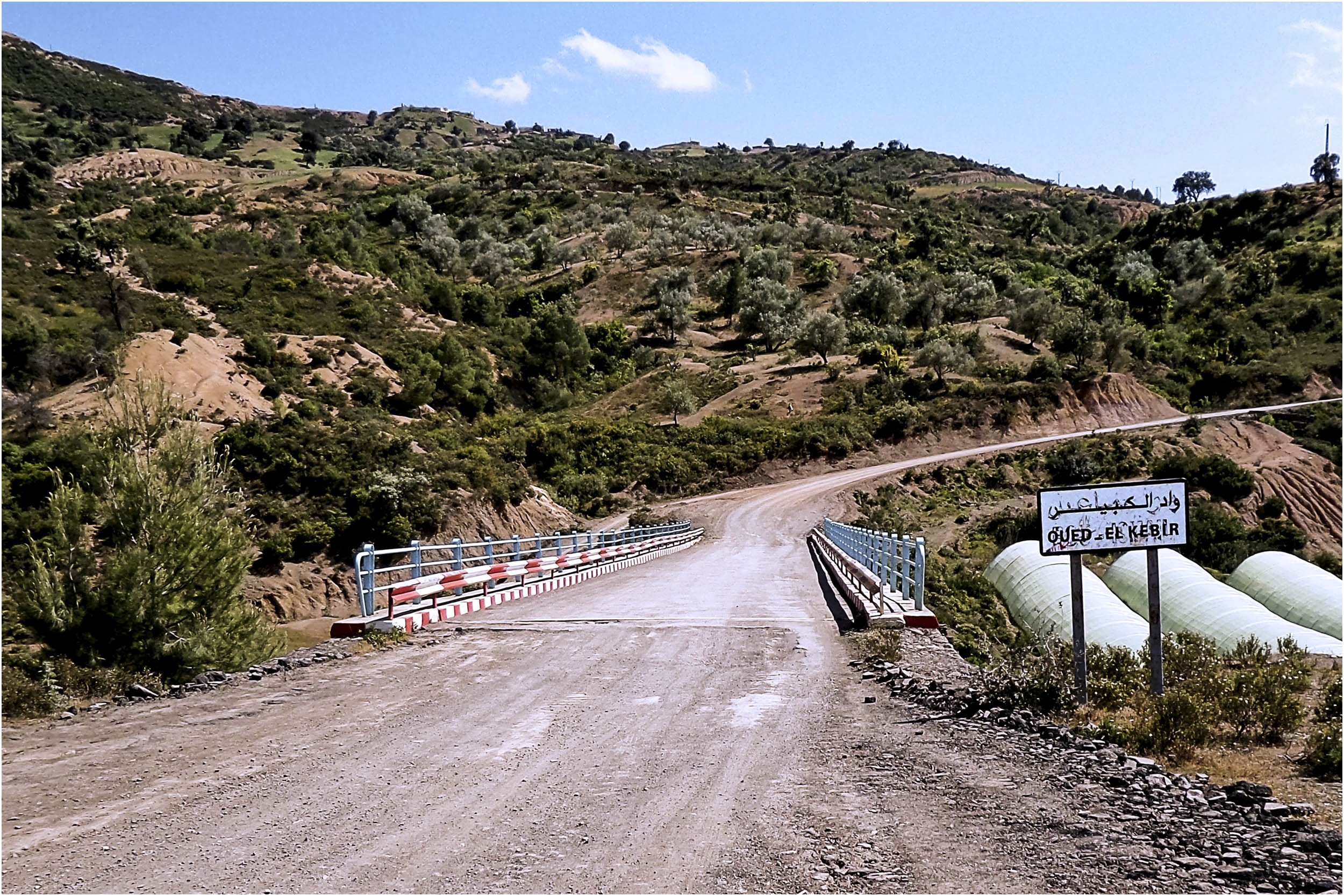
جسر على وادي الكبير

## المذكرات والمراجع
1. ↑  Geomondiale-Algérie نسخة محفوظة 9 أكتوبر 2019 على موقع واي باك مشين.
2. ↑  سد بني هارون.. كنز استثماري ومنطقة سياحية في الأفق نسخة محفوظة 9 أكتوبر 2019 على موقع واي باك مشين.
3. ↑  Février, P.-A.; E. B (1 Nov 1985). "Ampsaga/Amsaga". Encyclopédie berbère (بالفرنسية): 606–608. ISSN:1015-7344. Archived from the original on 2019-10-09.
4. ↑  "dictionnaire illustré latin français". micmap.org. مؤرشف من الأصل في 2019-10-09. اطلع عليه بتاريخ 2019-10-09. {{استشهاد ويب}}: الوسيط غير المعروف |trans_title= تم تجاهله يقترح استخدام |عنوان مترجم= (مساعدة)
5. ↑  "Dictionary of Greek and Roman Geography (1854), AMPSAGA". www.perseus.tufts.edu. مؤرشف من الأصل في 2016-03-03. اطلع عليه بتاريخ 2019-10-09.